# Oboloňský prospekt
Oboloňský prospekt (ukrajinsky Оболонський проспект, Obolonskyj prospekt) je prospekt na severu Kyjeva na levém břehu Dněpru. Prospekt vede ze železniční stanice Kyjiv-Počajna na severní část čtvrti Oboloň, začíná na křižovatce s ulicí Verbova a končí na Pivničné ulici.
Na propektu se nachází čtyři stanice kyjevského metra, které jsou součástí druhé linky, jsou to stanice Počajna, Oboloň, Minska a Herojiv Dnipra.

## Historie
Stavba prospektu začala v roce 1973, tehdy ještě nesl název Centrální městská ulice, ale později téhož roku dostal název Oleksandra Kornijčuka po Oleksandrovi Jevdokymovyčovi Kornijčukovi. Finální název dostal prospekt v roce 1993 podle čtvrti, kterou prochází.

## Významné budovy
- Všeobecná střední odborná škola
- Střední všeobecně vzdělávací odborná škola
- Stadion Jednist
- Obchodní centrum DREAM
- Depo metra Oboloň